# Copa Italia 1982-83
La Copa Italia 1982-83 fue la edición número 35 del torneo. Juventus salió campeón tras ganarle al Verona 3 a 0 en la final consiguiendo su título número 7 en dicha competición.

## Final
|          | Resultado |        |
| -------- | --------- | ------ |
| Juventus | 3 - 0     | Verona |